# 무자식 상팔자
《무자식 상팔자》(無子息 上八字)는 JTBC에서 방송된 주말 특별기획 드라마이다.

## 줄거리
산수(傘壽, 80세)의 나이를 넘긴 노부부와 그네들의 아들 삼형제 내외 그리고 손자, 손녀에 이르기까지 3세대가 한 시대에 공존하면서 부딪치고 어우러지는 이야기를 담은 휴먼 가족극이다.

## 등장 인물

### 부모님
- 이순재 : 안호식 역 - 주유소 사장
- 서우림 : 최금실 역 - 호식의 아내

### 첫째
- 유동근 : 안희재 역 - 호식과 금실의 장남, 정년퇴임한 고등학교 교사
- 김해숙 : 이지애 역 - 호식과 금실의 맏며느리
- 엄지원 : 안소영 역 - 희재의 장녀, 지방법원판사
- 하석진 : 안성기 역 - 희재의 장남, 치과의사
- 이도영 : 안준기 역 - 희재의 차남, 카페 알바

### 둘째
- 송승환 : 안희명 역 - 호식과 금실의 차남, 퇴직한 중견 기업 상무
- 임예진 : 지유정 역 - 호식과 금실의 둘째며느리
- 정준 : 안대기 역 - 희명의 외동아들, 외국계 은행 직원
- 김민경 : 강효주 역 - 대기의 아내, 약사

### 셋째
- 윤다훈 : 안희규 역 - 호식과 금실의 삼남, 스포츠용품 대리점 사장
- 견미리 : 신새롬 역 - 호식과 금실의 막내며느리
- 전양자 : 신영자 역 - 새롬의 모친

### 그 외 인물들
- 오윤아 : 이영현 역 - 성기의 선배, 마취과 닥터
- 손나은 : 오수미 역 - 알바생
- 김영재 : 김창호 역
- 손미희 : 간호사 역
- 김혜지 : 박 간호사 역

### 특별출연
- 이상우 : 하인철 역 - 소영의 전 연인, 검사 출신 변호사
- 김지숙 : 인철 모친 역
- 박현숙 : 인철 누나 역
- 김호영 : 구 교수 역
- 김하균 : 바리스타 강사 역
- 정석용 : 경비원 역
- 김인권 : 소영의 맞선남 역
- 임형준 : 옷가게 손님 역
- 이선진 : 옷가게 손님 역
- 정동환 : 인철의 장인 역
- 방은희 : 미혼모 역
- 조연우 : 영현의 친구, 현수 역
- 김보연 : 영현 모친 역
- 한진희 : 영현 부친 역
- 홍여진 : 영현의 이모 역
- 양희경 : 영현의 이모 역
- 안해숙 : 영현의 이모 역
- 김지영 : 소영의 친구 역
- 황인영
- 하재숙 : 선화 역
- 유소영
- 주다영
- 최자혜 : 주상숙 역
- 김정수 : 택시기사 역
- 민우기 : 택배 배달원 역
- 공윤찬
- 유세형 : 민규 역

## 시청률
| 2012년 | 2012년    | 2012년                           | 2012년                              |
| 회차   | 방송일    | TNmS 시청률 (전국 유료가구 기준) | AGB닐슨 시청률 (전국 유료가구 기준) |
| ------ | --------- | -------------------------------- | ----------------------------------- |
| 제1회  | 10월 27일 | %                                | 1.6%                                |
| 제2회  | 10월 28일 | %                                | 1.4%                                |
| 제3회  | 11월 3일  | %                                | 2.2%                                |
| 제4회  | 11월 4일  | %                                | 2.8%                                |
| 제5회  | 11월 10일 | %                                | 3.2%                                |
| 제6회  | 11월 11일 | %                                | 3.5%                                |
| 제7회  | 11월 17일 | %                                | 4.0%                                |
| 제8회  | 11월 18일 | %                                | 4.2%                                |
| 제9회  | 11월 24일 | %                                | 4.0%                                |
| 제10회 | 11월 25일 | %                                | 4.7%                                |
| 제11회 | 12월 1일  | %                                | 4.3%                                |
| 제12회 | 12월 2일  | %                                | 5.1%                                |
| 제13회 | 12월 8일  | %                                | 4.6%                                |
| 제14회 | 12월 9일  | %                                | 5.2%                                |
| 제15회 | 12월 15일 | %                                | 4.5%                                |
| 제16회 | 12월 22일 | %                                | 4.2%                                |
| 제17회 | 12월 23일 | %                                | 5.2%                                |
| 제18회 | 12월 29일 | %                                | 5.7%                                |
| 제19회 | 12월 30일 | %                                | 6.6%                                |
| 2013년 |           |                                  |                                     |
| 제20회 | 1월 5일   | %                                | 6.4%                                |
| 제21회 | 1월 6일   | %                                | 6.6%                                |
| 제22회 | 1월 12일  | %                                | 6.7%                                |
| 제23회 | 1월 13일  | %                                | 6.9%                                |
| 제24회 | 1월 19일  | %                                | 7.1%                                |
| 제25회 | 1월 20일  | %                                | 7.6%                                |
| 제26회 | 1월 26일  | %                                | 7.9%                                |
| 제27회 | 1월 27일  | %                                | 7.8%                                |
| 제28회 | 2월 2일   | %                                | 7.2%                                |
| 제29회 | 2월 3일   | %                                | 8.8%                                |
| 제30회 | 2월 9일   | %                                | 5.7%                                |
| 제31회 | 2월 10일  | %                                | 6.4%                                |
| 제32회 | 2월 16일  | %                                | 7.5%                                |
| 제33회 | 2월 17일  | %                                | 8.3%                                |
| 제34회 | 2월 23일  | %                                | 7.3%                                |
| 제35회 | 2월 24일  | %                                | 9.2%                                |
| 제36회 | 3월 3일   | %                                | 8.9%                                |
| 제37회 | 3월 9일   | %                                | 8.0%                                |
| 제38회 | 3월 10일  | %                                | 8.5%                                |
| 제39회 | 3월 16일  | %                                | 7.4%                                |
| 제40회 | 3월 17일  | %                                | 8.5%                                |

- TNmS와 AGB닐슨 미디어 리서치에서 공개한 표를 바탕으로 작성한 시청률이다. 빨간색 글씨는 최고 시청률, 파란색 글씨는 최저 시청률을 나타낸다.

## 결방
- 2012년 12월 16일 - 7시 20분부터 <대한민국 제18대 대통령 선거 후보자 토론회> 편성[2]
- 2013년 3월 2일 - 8시 20분부터 2013년 월드 베이스볼 클래식 1라운드 B조 2경기 대한민국 VS 네덜란드중계 편성[3]

## 연장
- 2013년 1월 4일 : 무자식 상팔자 방영 분량이 30부작에서 10회 연장되어 40부작으로 변경.확정되었다.